# Montegallo
Montegallo es una localidad y comune italiana de la provincia de Ascoli Piceno, región de las Marcas, con 601 habitantes.

## Historia
No hay registros escritos o hallazgos arqueológicos que se relacionan con el territorio de Montegallo en la antigüedad y en la época romana, aunque algunos hallazgos de flechas y otros objetos sugieren que la zona fue escenario de batallas en tiempos antiguos. En la Edad Media la zona era conocida con el nombre de «Santa María en Lapide», dado por una importante iglesia que todavía existe y domina la zona.
En el siglo VIII fue enviado para gobernar el territorio de Marchio Gallo a un vicario de Carlo Magno, que construyó un castillo en la cima de la montaña que domina la moderna localidad de Balzo. El castillo fue llamado Mons Sanctae Mariae in Gallo y se convirtió en un punto de referencia para los residentes locales. A partir de ese momento el territorio comenzaría a ser llamado Monte Gallorum o Monte Gallo.
En el año 1039 Montegallo entra en la jurisdicción de abadía de Farfa, hasta 1572, año en que se unió al Presidiato Sistino de Montalto. En este siglo, el castillo construido en la parte superior de la montaña comienza a decaer y la población gradualmente lo fue moviendo piedra a piedra para ir reconstruyéndolo más abajo, en una ubicación más conveniente y menos áspera. En 1580, solo 13 familias vivían dentro de las murallas del castillo de «Santa María en Gallo», donde todavía se encontraba el ayuntamiento y la casa del párroco.
A mediados del siglo XVII dicho castillo se redujo a escombros y fue completamente despoblado, y en las laderas de la montaña se fundó la nueva ciudad de Balzo, centro administrativo actual del municipio. Con la unificación italiana, Montegallo se trasformó en una comuna en el Reino de Italia.
En los últimos años también alcanzó un máximo de población de más de 3.000 habitantes, pero luego, con las crisis de los años sesenta y setenta, y la posterior emigración hacia Alemania, Suiza, Brasil y otros destinos, se despobló todo el municipio, en parte debido a que los emigrantes al regresar, decidieron establecerse en las grandes ciudades y no a sus lugares de origen.

## Evolución demográfica
| Gráfica de evolución demográfica de Montegallo entre 1861 y 2001 |
|                                                                  |
| Fuente ISTAT - elaboración gráfica de Wikipedia                  |